# رناتو تاپیا
رناتو تاپیا (اسپانیایی: Renato Tapia‎؛ زادهٔ ۲۸ ژوئیهٔ ۱۹۹۵) بازیکن فوتبال اهل پرو است.

## باشگاهی
از باشگاه‌هایی که در آن بازی کرده‌است می‌توان به باشگاه فوتبال توئنته، باشگاه فوتبال فاینورد اشاره کرد.

## تیم ملی
وی همچنین در تیم‌های ملی فوتبال Peru U17 Peru U20 Peru بازی کرده‌است.